# きょろぱく
きょろぱくは、福岡県をエリアにするテレビ朝日（ANN）系列局・九州朝日放送（KBC）でかつて使用されていたマスコットキャラクター。

## 概要
- デザインは福岡市在住のイラストレーター、サヌイ久敬（ひさのり）が担当。1998年、KBCの創立45周年を記念して作られた。
- 当初は、きょろぱくは1体であったが、後にファミリー化。
- きょろぱくのぬいぐるみは、KBC（テレビ朝日・ABCテレビ）で放送されるドラマや『報道ステーション』などの全国ネットの番組のKBCの放送エリア向け番宣CMにおいて、番組の出演者がぬいぐるみを持って「○○（番組名）は、KBC!」と言うのがお約束となっている。
- 後述するミセタカ!とは違い、2018年9月末の任期終了まで、在福局及びテレビ朝日系列マスコットキャラクターの中で唯一、着ぐるみの存在が確認されていなかった。
- 2018年10月1日より、2020年東京オリンピックのマスコットであるミライトワとソメイティを手掛けた、イラストレーターの谷口亮デザインによる新PRキャラクター『ミセタカ!』を起用。ミセタカ!は局HPやTwitter及びFacebookのアイコンやヘッダーに使用、さらに着ぐるみまで製作され、ファビコン等で残っていたきょろぱくの使用を終了したが、2021年現在もHTTP 404の表示にミセタカ!と共に描かれている。

## きょろぱくファミリー
- きょろパパ
- きょろママ
- きょろタロー（長男）
- きょろリン（長女）
- きょろピョン（二男）
- きょろマル（二女）

## その他の在福局のキャラクター
- テレビ西日本：「てれビー」
- TVQ九州放送：「モニ太」
- RKB毎日放送：「ももピッ!」
- 福岡放送：「ゆめんた」